# 大石头南站
大石头南站（中国朝鲜语：／ Taesŏktu-nam yŏk */?）位于中华人民共和国吉林省延边朝鲜族自治州敦化市大石头镇，是长珲城际铁路上的车站，隶属于中国铁路沈阳局集团延吉车务段管辖，已于2018年4月10日启用。

## 车站规模
本站为按照四等站规模设计制造的2台2面4线式中间站，站房面积1497平方米，候车室可容纳200人。

## 历史
- 2014年6月，主体竣工。[3]
- 2015年9月20日，长珲城际铁路吉林至珲春段启用，本站由于周边人口不足及车站连接道路问题，暂不开放。
- 2018年4月10日，本站开始办理客运业务，初期停靠2对城际列车。[2]

## 外部連結
- 中国铁路客户服务中心（页面存档备份，存于）